# La Sapienza
La Sapienza, italienska ”Visheten”, är ett universitet i Rom. Det är Europas största universitet och ett av de större i världen efter universitetet i Mexiko i antal studerande. Universitetet grundades den 20 april 1303 av påven Bonifatius VIII. Idag har universitetet 21 fakulteter, 21 museer, 155 bibliotek och 130 institutioner. Antalet studenter är 147 000 (2004) och antalet lärare är 10 144 (2004).
Sapienza har flera kampus i Rom och huvudkampus är Città Universitaria som är 439 000 m² stort och ligger nära järnvägsstationen Termini. Universitetet har också fyra kampus utanför staden i städerna Civitavecchia, Latina, Pomezia, och Rieti. Universitetsbiblioteket Alessandrina, byggt 1670, är huvudbiblioteket med 1,5 miljoner volymer.